# TT200
La tombe thébaine TT 200 est située à El-Khokha, dans la nécropole thébaine, sur la rive ouest du Nil, face à Louxor en Égypte.
C'est la sépulture de Djédi (Ḏd.j), gouverneur des déserts à l'ouest de Thèbes, chef des troupes du pharaon, datant des règnes de Thoutmôsis III et Amenhotep II (XVIIIe dynastie).